# Phytomyza rostrata
Phytomyza rostrata är en tvåvingeart som beskrevs av Erich Martin Hering 1934. Phytomyza rostrata ingår i släktet Phytomyza och familjen minerarflugor. Arten är reproducerande i Sverige. Inga underarter finns listade i Catalogue of Life.